# 張寶春
張寶春（Cheung Po Chun，1971年5月11日—），生於香港，退役香港足球運動員及前香港警務人員，香港足球教練。

## 球員生涯
張寶春於球員時代是一名守門員，先後效力於美青及南華及流浪等多支香港甲組足球聯賽足球會的青年軍。
1989年，張寶春轉投愉園預備組。1990年，張寶春獲得星島提升為甲組後備球員。1991年4月，張寶春獲得補選成為香港奧運足球代表隊守門員鍾皓賢和李春發後第三號門將。1992年至1993年季度，張寶春轉投米芝路，惟上陣機會寥寥無幾，於1993年退出職業足球運動員的行列，於同年投考成功成為警員，並且為警察足球隊上陣。警察足球隊退出香港足球聯賽系統後，張寶春仍然有以業餘身份參加比賽，例如於2004年季度效力於福建。

## 警務生涯
張寶春為警務人員期間，曾經為警察訓練學校的體能教官。

## 足球教練教涯
張寶春及後辭職，轉為擔任足球教練，成為香港足球總會教練導師兼守門員教練導師，期間被足總保送至馬來西亞深造守門員教練課程，擁有亞洲足協A級教練牌照及多種不同程度的教練牌照，包括亞洲足球協會所頒發的五人足球教練文憑及日本足球協會頒發的C級文憑等等。
於2008年至2009年季度起，張寶春擔任香港甲組足球聯賽大埔足球會教練，於首個球季就帶領和富大埔首次贏得香港足總盃冠軍，同時取得亞洲足協盃參賽資格。張寶春同時兼任山度士足球學校與車路士足球學校教練，為大埔區青少年訓練總監及負責人及及曼聯足球學校教練等。
2013年5月4日，和富大埔與橫濱FC香港賽和2:2，以18戰4勝7和7負得19分的成績而被另外4隊均獲得20分的足球會在排行榜上壓過，在10隊中敬陪末席，為升班7年後首度降班。張寶春在比賽後訪接受問時，因為一句「好Upset架嘛」而被球迷戲稱為「Upset春」。
2013年7月1日，南華足球隊主委羅傑承透過官方網誌宣佈張寶春成為來季南華足球隊主教練。
2014年2月17日，南華足球隊主委羅傑承透過官方網誌宣佈張寶春以私人理由向南華足球隊請辭，並且獲得接納。
2014年7月25日，標準流浪宣佈張寶春成為來季流浪足球隊主教練。2014年8月，張寶春開始同時兼任香港女子足球聯賽球隊會所一號主帥。
2015年1月10日，標準流浪高層決定重整教練團架構，改由甄力健出任主教練，及後張寶春提出離職。同月13日，標準流浪宣佈與張寶春解約。
2015年3月7日，在張寶春領軍下，香港理工大學足球隊奪得大專盃男足錦標。
2015年8月29日，張寶春重返大埔，擔任足球總監。
2016－17年球季，張寶春轉職香港甲組聯賽球隊黃大仙，擔任主教練。
傑志女子隊在2021/22球季推行半職業化，張寶春在當季成為球隊主教練。2024年9月10日，傑志宣布張寶春離隊。